# Franchu
|  | Aquest article tracta sobre el dibuixant català. Si cerqueu el futbolista hispanoargentí, vegeu «Francisco Feuillassier». |

Franchu   (l'Hospitalet de Llobregat, 27 de novembre de 1981) pseudonim de Francesc Llopis Surrallés és un dibuixant, guionista i humorista gràfic català.

## Biografia
Nascut a Hospitalet de Llobregat el 1981. Va viure al barri de Sant Andreu i va formar part de l'Agrupament Escolta i Guia Sant Pius X del barri del Congrés Eucarístic de Sant Andreu.
El 2002 va realitzar un curs a l'Escola de Còmic Joso de Barcelona, on va crear i publicar juntament amb altres amics el seu primer fanzine, Ecatombe (2002). L'experiència el va animar a seguir publicant en fanzines com FAK, Le Pistatx, Complejo de cacatúa, Fondoperdido...
El 2006 va crear el bloc Comicaire i aquest mateix any va començar a publicar les seves primeres vinyetes d'humor gràfic a la revista El Jueves i al setmanari La Directa. A finals del 2011 va crear la sèrie Cargols! un webcomic en format de tira còmica de premsa protagonitzada per cargols.
Ha publicat en revistes i publicacions digitals com El Jueves, El Triangle, Gamers Magazine, El Web Negre, El còmic de la premsa comarcal, Empresa y trabajo.coop, La Kodorniz, El correu de MEG, l'Aplec, Animangaweb Mangazine, Le Potage,... I ha col·laborat en exposicions conjuntes com: Maldita la gracia (San Fernando de Henares, 2010), Escolta Espanya!...ep, que hi ha algú? (Barcelona, 2010).
Des de l'any 2022 organitza juntament amb Jacint Casademont i Xavi Gorro el festival de novela negra de Figueres Ceba negra.

## Obres
Ha publicat també els llibres 
- Humor bavós. El còmic dels cargols ([Barcelona : Francesc Llopis Surrallés], 2012) 104 pàgines, ISBN 978-84-615-7762-0[1]
- Enfoteu-vos-en!. Humor Indignat. 45 dibuixants contra la crisi, Llibre col·lectiu (Angle Editorial, 2012) 144 pàgines, ISBN 978-84-15002-93-2[4]
- Rescatallats: humor independent contra la crisi - El Web Negre, Llibre col·lectiu (Angle Editorial, 2012) 144 pàgines, ISBN 978-84-15695-10-3[5]